# Gordonnuten
Gordonnuten är en bergstopp i Antarktis. Den ligger i Östantarktis. Norge gör anspråk på området. Toppen på Gordonnuten är 1 996 meter över havet, eller 245 meter över den omgivande terrängen. Bredden vid basen är 1,6 km.
Terrängen runt Gordonnuten är varierad. Trakten är obefolkad. Det finns inga samhällen i närheten. 